# آنیتا آندریاسن
آنیتا آندریاسن (انگلیسی: Anita Andreassen؛ زادهٔ ۹ اکتبر ۱۹۶۰) اسکی‌باز صحرانوردی، و دوچرخه‌سوار اهل نروژ است.